# David Groß (Filmemacher)

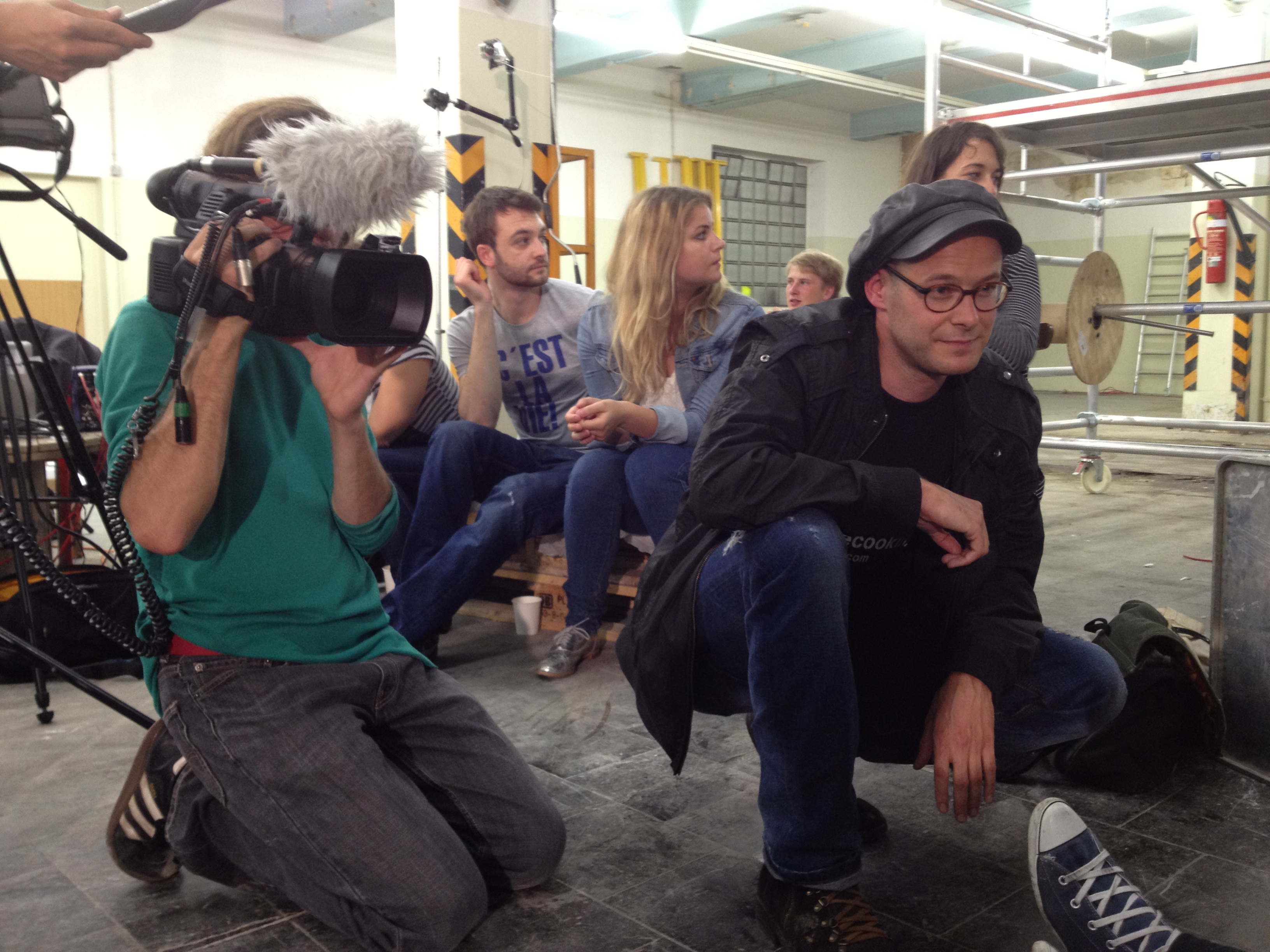
David Groß (rechts) 2012

David Groß (* 11. August 1978 in Salzburg) ist ein österreichischer Filmemacher, Journalist und Aktivist. Bekannt ist er vor allem für das Crossmedia-Projekt Wastecooking, welches sich kreativ mit Themen wie Lebensmittelverschwendung und Recycling auseinandersetzt. Er ist Mitbegründer des Filmemacher-Kollektivs „Schaller 08“.

## Leben
David Groß schloss 1997 die Tourismusschule Kleßheim mit einer Kochausbildung ab. 1998 begann er ein Studium der Theaterwissenschaften und Publizistik in Wien. Bis 2003 absolvierte er das postgraduale Masterstudium Qualitätsjournalismus an der Donau-Universität Krems.
Seither ist er als freier Fernsehjournalist, Filmemacher und „Artivist“ tätig. Sein erster experimenteller Dokumentarfilm Stellvertretend in den Tod wurde auf dem Grazer Filmfestival Diagonale 03 uraufgeführt. Zwischen 2006 und 2011 war er auf Salzburg TV (später Servus TV) in 260 Episoden der Dokureihe Groß am Land zu sehen, in denen er Gespräche mit kuriosen Persönlichkeiten in ganz Österreich führt. Der gemeinsam mit Bernhard Braunstein gedrehte Dokumentarfilm Pharao Bipolar beschäftigt sich mit dem unter einer bipolaren Störung leidenden Schauspieler Werner Buchmayer und gewann 2008 im Rahmen der Diagonale den Preis der Diözese Graz-Seckau.
Nachdem er selbst Erfahrungen als Mülltaucher gemacht hatte, rief Groß 2012 das Crossmedia-Projekt Wastecooking ins Leben. Zunächst als Webserie und aktionistisches Kunstprojekt angelegt, entstanden später eine Fernsehserie und ein Dokumentarfilm in Spielfilmlänge. Groß bedient sich seiner Fähigkeiten als Koch und kredenzt auf der Reise durch verschiedene Länder Europas kreative Gerichte aus vermeintlichen Küchenabfällen.
Die TV-Serie wurde erstmals 2015 vom Kultursender Arte ausgestrahlt und lief inzwischen auf 3sat und ORF eins. Der auf zahlreichen Festivals gezeigte Film gewann mehrere Auszeichnungen.
In einem weiteren Projekt initiierte er im September 2015 mit Refugee.tv den ersten von Flüchtlingen gestalteten Internetsender Europas.
David Groß ist Vater einer Tochter.

## Filmografie
- 2003: Stellvertretend in den Tod (Dokumentarfilm)
- 2006–2011: Groß am Land (Fernsehserie)
- 2006: Reisen im eigenen Zimmer (Dokumentarfilm)
- 2008: Pharao Bipolar (Dokumentarfilm)
- 2009: Der Hirschrufer (TV-Dokumentarfilm)
- 2010: Verstrickungen (Kurzspielfilm)
- 2011: Holy Waters (Dokumentarfilm)
- 2012: Wastecooking (Webserie)
- seit 2015: Wastecooking – Kochen was andere verschwenden (Fernsehserie)
- 2015: Wastecooking – Kochen statt Verschwenden (Dokumentarfilm)
- 2016: Refugee.tv (Crossmedia-Projekt)
- 2018: Groß- und Kleinanzeigen (Fernsehserie)

## Auszeichnungen
- 2008: Preis der Diözese Graz-Seckau für Pharao Bipolar (Diagonale)
- 2011: Kultur-Förderpreis der Stadt Salzburg
- 2015: Documentary Silver Award bei den Deauville Green Awards für Wastecooking (TV-Serie, Episode 5)
- 2015: Cannes TV & Media Award – Silver Dolphin für Wastecooking (Film)
- 2016: NaturVision – Deutscher Umwelt- und Nachhaltigkeitspreis für Wastecooking (Film)
- 2016: Ekotopfilm – Human Activity Success Stories für Wastecooking (Film)